# Tabanka

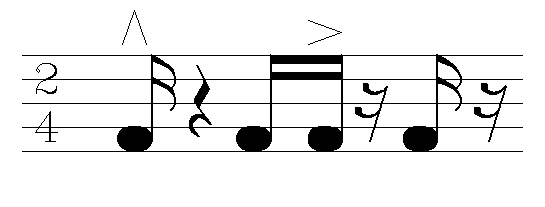
Modèle rythmique de tabanca, ± 120 bpm

La tabanca est un genre musical, une manifestation culturelle et une association d'entraide mutuelle du Cap-Vert.

## Histoire
À l’origine, les seigneurs mus par une ferveur chrétienne donnaient congé à leurs esclaves et toléraient ces fêtes comme un symbole de la libération de l’homme. Mais elles étaient considérées comme des fêtes de nègres. La tabanca est surtout pratiquée à Santiago, dans les villes de Praia (Achada Grande, Achada de Santo António, Várzea), à Assomada et à São Jorge.

## Déroulement
Ces festivités associées aux Saints Populaires des mois de mai et juin revêtent une importance particulière ; il s’agit principalement de Santa Cruz le 3 mai, Santo António le 13 juin, S. João Baptista le 24 juin, S. Pedro le 29 juin. Aux Fêtes religieuses, s’ajoutent des manifestations de rue où l’on retrouve toujours le même rituel, dans une explosion de couleurs voyantes, et le son des tambours et des búzios (gros coquillages que l’on utilise comme instrument de musique) qui produisent un son répétitif et envoûtant.
Ces fêtes se sont rapidement transformées en théâtre de rue où toute la société était représentée et caricaturée : les officiels, les ecclésiastiques, les gouvernants… Dès 1723, ces manifestations furent réprimées à cause des débordements, des caricatures et du désordre public et en 1895, elle fut même interdite à Praia par le gouverneur Serpa Pinto.

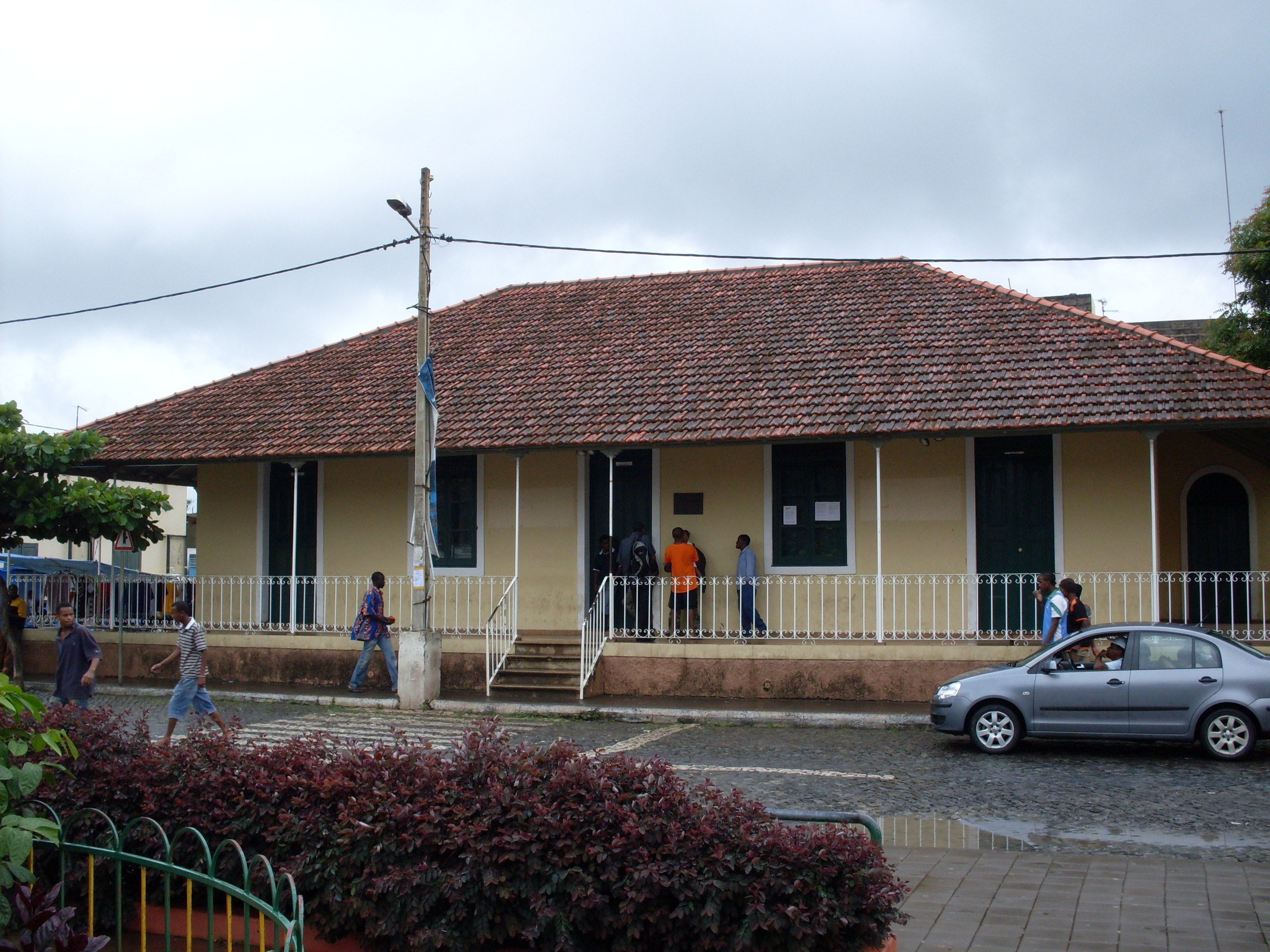
Museu da tabanca

La fête en elle-même suit un rituel précis avec la préparation de la nourriture, la messe, le vol du Saint et du drapeau…
La tabanca existe toujours dans l’île de Santiago. Les gens qui font partie d’un tel groupe célèbrent les funérailles de leurs membres suivant un rituel précis et versent de l’argent mensuellement pour créer un fonds de soutien pour les dépenses funéraires.
Mais le futur de la tabanca est incertain car peu de jeunes rejoignent ces associations. On demande parfois aux processions de tabanca d’apparaître lors de manifestations officielles en tant que folklore capverdien. Cela signifie que ce rituel perd tout son caractère religieux ainsi que son essence même. En effet comme le funaná et le batuque, la tabanca était devenue le symbole de la lutte pour l’indépendance contre le pouvoir colonial.
Un Museu da Tabanka, ou musée de la tabanca, a été créé à Assomada, sur l'île de Santiago.

## Exemple detabankas
- Tabanca de Os Tubarões
interprété par Os Tubarões dans l'album Tabanca (1980)
- Puêra na odju de Zezé di Nha Reinalda
interprété par Finaçon dans l'album Farol (Ed. Mélodie — 1992)
- Tabanca de Orlando Pantera
- Nha nobo, traditionnelle
interprété par Simentera dans l'album Barro e Voz (Ed. Mélodie, Paris — 1997)
- Bersu d’Oru, 
interprété par Elida Almeida dans l'album Djunta Kudjer (2016) et Kebrada (2017)

## Source
- Sabrina Requedaz et Laurent Delucchi, Cap-Vert, Guide Olizane, Genève, 2003, p. 53